# Адлумия
Адлумия, или Адлюмия (лат. Adlumia), — род травянистых растений семейства Маковые (Papaveraceae).
Род назван в честь американского садовода и виноградаря Джона Адлума.

## Ботаническое описание
Двулетние (редко однолетние) лазящие травы. Корни стержневые. Стебли вьющиеся.
Лепестки сросшиеся, губчатые, розово-фиолетовые. Плод — коробочка. Семена чёрные, блестящие.

## Виды и распространение
Род включает 2 вида:
- Adlumia asiatica Ohwi (1931) — Адлумия азиатская — от юга Дальнего Востока России до севера Кореи
- Adlumia fungosa (Aiton) Greene ex Britton, Sterns & Poggenb. (1888) — на востоке Северной Америки